# Wim Jansen
Wilhelmus Antonius Marinus Jansen (Rotterdam, 28 d'octubre de 1946 – Hendrik-Ido-Ambacht, 25 de gener de 2022) va ser un futbolista i entrenador neerlandès. Jansen va ser 65 vegades internacional amb la selecció de futbol dels Països Baixos i va jugar en els equips holandesos que van arribar a les finals de la Copa del Món de 1974 i 1978.